# Pedicularis labordei
Pedicularis labordei là loài thực vật có hoa thuộc họ Cỏ chổi. Loài này được Vaniot ex Bonati mô tả khoa học đầu tiên năm 1904.